# Університет Акденіз
Університет Акденіз (тур. Akdeniz Üniversitesi) — державний дослідницький університет, заснований в Анталії, Туреччина. Він був обраний другим найкрасивішим університетом Туреччини після Босфорського університету[джерело?].
Це один з провідних навчальних закладів країни з медичним, юридичним факультетом, а також факультетом економіки та адміністративних наук. Університет, де була проведена перша трансплантація обличчя, створив революцію в історії медицини. Це 7-й найкращий державний університет Туреччини. За рівнем наукових досліджень він є 5-м університетом з найбільшою кількістю наукових статей. Його успіх на державному іспиті з відбору персоналу (KPSS) вищий за середній показник по Туреччині.
Університет Акденіз передав свої підрозділи в Испарті Університету Сулеймана Деміреля (тур. Süleyman Demirel University), заснованому в 1992 році; в Бурдурі — Університету Мехмета Акіфа Ерсоя (тур. Burdur Mehmet Akif Ersoy University), заснованому у 2006 році; і в Аланії — Університету Аланії Алааддіна Кейкубата (тур. Alanya Alaaddin Keykubat University), заснованому у 2015 році.
Університет продовжує свою освітню та дослідницьку діяльність на 24 факультетах, 7 інститутах, 3 коледжах, 1 консерваторії, 12 професійних коледжах та 57 науково-дослідних і прикладних центрах. Він також є членом Асоціації університетів Європи та Кавказької асоціації університетів [джерело?].
У 2021-22 навчальному році в університеті навчалося 64 335 студентів: 21 513 молодших спеціалістів, 37 389 бакалаврів, 3 893 магістрів і 1 540 докторантів. Станом на 2022 рік в університеті працювало 2 829 науково-педагогічних працівників: 540 професорів, 314 доцентів, 491 доктор, 674 викладачі та 810 наукових асистентів[джерело?].

## Досягнення
21 січня 2011 року турецький хірург доктор Омер Озкан (тур. Ömer Özkan) та його команда успішно виконали першу в країні повну пересадку обличчя в університетській лікарні в Анталії.  Обличчя 19-річного пацієнта Угура Ачара сильно обгоріло під час пожежі в будинку, коли він був немовлям. Донором став 39-річний Ахмет Кайя, який помер 20 січня. Одночасно команда хірургів виконала ще одну трансплантацію, пересадку подвійної руки та однієї ноги Атіллі Кавді, використовуючи органи того ж донора.
Хірург доктор Омер Озкан провів 16 травня 2012 року разом зі своєю командою четверту в країні пересадку обличчя і другу пересадку всього обличчя. Обличчя і вуха 27-річного пацієнта Турана Чолака з Ізміра були обпечені, коли він впав у піч у віці три з половиною роки. Донором став Тевфік Йилмаз, 19-річний юнак з Ушака, який намагався покінчити життя самогубством 8 травня. Його мозок був оголошений мертвим увечері 15 травня після семи днів перебування у відділенні інтенсивної терапії.

## Партнерство
Університет бере участь у міжнародних зв'язках і проєктах, таких як Леонардо й Еразмус.